# 9228 Nakahiroshi
9228 Nakahiroshi este un asteroid din centura principală, descoperit pe 11 februarie 1996, de Takao Kobayashi.